# Komi-iazva
Le komi-iazva (en komi : Коми-Ёдз кыв), écrit aussi komi-yazva, est une langue permienne parlée à l'est de la Russie d'Europe, dans le district de Krasnovichersk du kraï de Perm. C'est une des variétés standardisées de la langue komie, avec le komi-permiak et le komi-zyriène, et la plus rare d'entre elles. Le standard n'a été développé que depuis les années 2000 par les autorités locales. Il s'écrit avec l'alphabet cyrillique dans sa forme russe, complétée des lettres Ө pour /ø/, Ӧ pour /ə/ et Ӱ pour /y/.
Dans les années 1960, on estimait à 4 000 environ le nombre de locuteurs du komi-iazva, répartis le long des rivières Iazva et Vichera.